# Rosemarie DeWitt
Rosemarie Braddock DeWitt (Flushing, Queens, 1971. október 26. –) amerikai színésznő.

## Élete
A New York-i Flushingban (Queens) született Rosemarie (Braddock) és Kenny DeWitt lányaként. James J. Braddock korábbi nehézsúlyú világbajnok unokája. Sara Wilson szerepét alakította A remény bajnoka című filmben, amely James J. Braddock életét ábrázolta. 
A New Jersey állambeli Hanover Townshipben élt, és a Whippany Park High Schoolban végzett. Számos középiskolai produkcióban szerepelt.  A Hofstra Egyetemre is járt, ahol művészeti alapdiplomát szerzett. A Hofstra Egyetemen az Alpha Phi testvériség tagja is volt. További képzésen vett részt a New York-i The Actors Centerben.

## Filmográfia

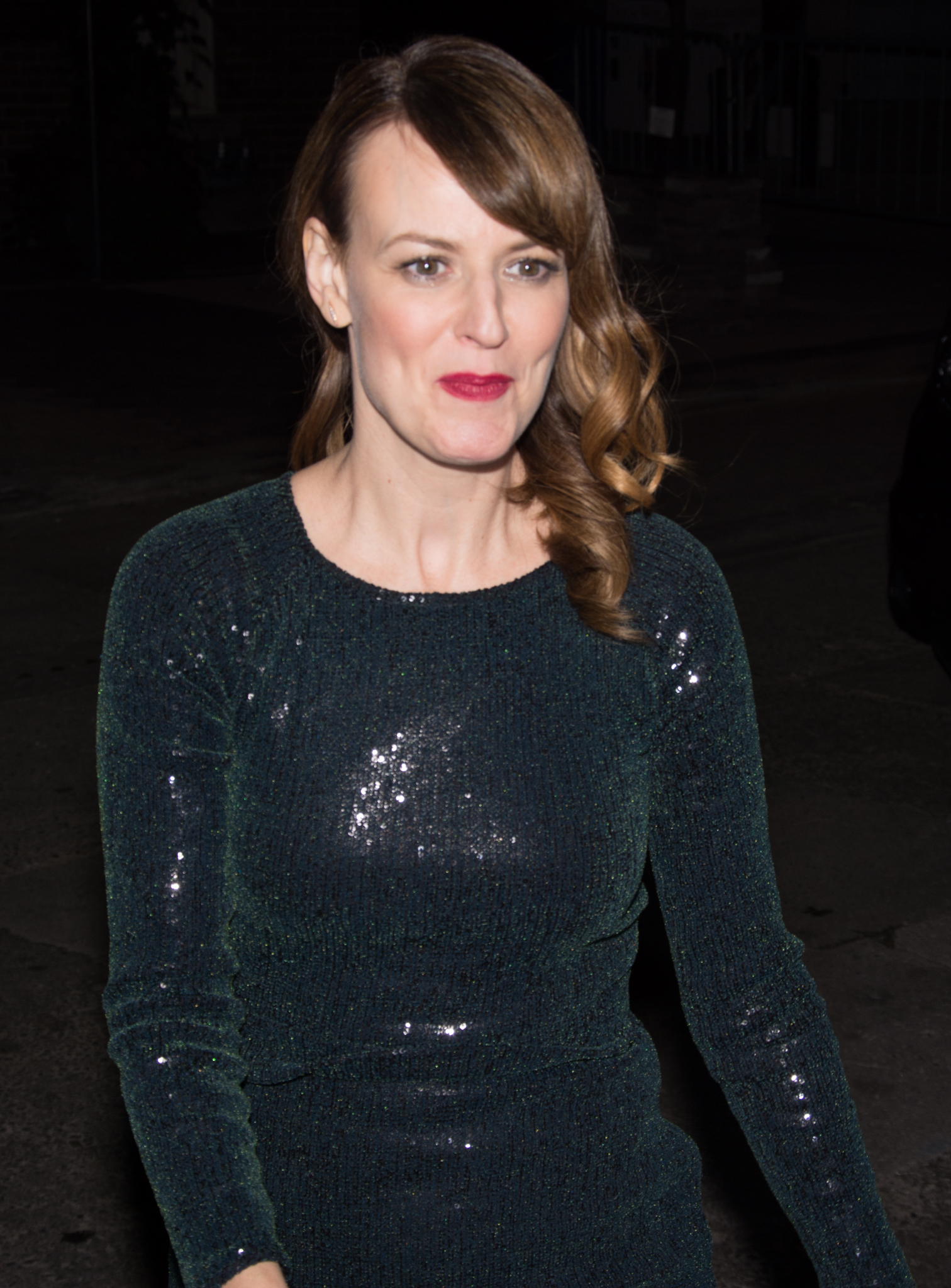
A 2014-es Torontói Nemzetközi Filmfesztiválon

| Év   | Magyar cím                   | Eredeti cím                   | Szerep                 | Magyar hang         |
| ---- | ---------------------------- | ----------------------------- | ---------------------- | ------------------- |
| 2004 |                              | Fresh Cut Grass               | színész                |                     |
| 2005 | New York arcai               | The Great New Wonderful       | Debbie                 |                     |
| 2005 | A remény bajnoka             | Cinderella Man                | Sara Wilson            |                     |
| 2005 |                              | Buy It Now                    | anya                   |                     |
| 2006 | Hétvégi esküvő               | The Wedding Weekend           | Dana                   |                     |
| 2006 |                              | Doris                         | Doris                  |                     |
| 2006 |                              | Off the Black                 | Debra                  |                     |
| 2007 | Bíbor violák                 | Purple Violets                | Murph's Hamptons fling |                     |
| 2008 |                              | Afterschool                   | tanár                  |                     |
| 2008 | Rachel esküvője              | Rachel Getting Married        | Rachel                 |                     |
| 2009 |                              | Tenure                        | Beth                   |                     |
| 2009 | Tévelygők                    | How I Got Lost                | Leslie                 | Majsai-Nyilas Tünde |
| 2010 | Vállalati csalódások         | The Company Men               | Maggie Walker          |                     |
| 2011 | Egy kis Mennyország          | A Little Bit of Heaven        | Renee Blair            | Kisfalvi Krisztina  |
| 2011 | Édesnégyes                   | Your Sister's Sister          | Hannah                 |                     |
| 2011 | Margaret                     | Margaret                      | Mrs. Marretti          | Bánfalvi Eszter     |
| 2012 | Timothy Green különös élete  | The Odd Life of Timothy Green | Brenda Best            | Götz Anna           |
| 2012 | Hangok és viszonyok          | Nobody Walks                  | Julie                  |                     |
| 2012 | Kertvárosi kommandó          | The Watch                     | Abby Trautwig          | Kisfalvi Krisztina  |
| 2012 | Ígéret földje                | Promised Land                 | Alice                  | Szinetár Dóra       |
| 2013 | Érzések és érintések         | Touchy Feely                  | Abby                   | Németh Borbála      |
| 2014 | Férfiak, nők és gyerekek     | Men, Women & Children         | Helen Truby            | Pálfi Kata          |
| 2014 | Jobb, ha hallgatsz           | Kill the Messenger            | Susan Webb             | Németh Borbála      |
| 2015 | Az eltűnt tűz nyomában       | Digging for Fire              | Lee                    | Kisfalvi Krisztina  |
| 2015 | Poltergeist – Kopogó szellem | Poltergeist                   | Amy Bowen              | Pálfi Kata          |
| 2016 | Kaliforniai álom             | La La Land                    | Laura Wilder           | Németh Kriszta      |
| 2017 |                              | Sweet Virginia                | Bernadette             |                     |
| 2018 | Arizona                      | Arizona                       | Cassie Fowler          | Götz Anna           |
| 2018 |                              | Song of Back and Neck         | Regan Stearns          |                     |
| 2018 | Richard búcsút mond          | The Professor                 | Veronica               |                     |
| 2019 |                              | Wyrm                          | Margie                 |                     |
| 2021 |                              | The Same Storm                | Cindy Lamson           |                     |
| 2022 | Gátlástalan örökösök         | The Estate                    | Beatrice               | Kisfalvi Krisztina  |
| 2024 |                              | Out of My Mind                | Diane                  |                     |
| 2024 | Mosolyogj 2.                 | Smile 2                       | Elizabeth              | Kisfalvi Krisztina  |